# Фитотерапия
Фитотерапи́я (от др.-греч. φυτόν «растение» + θεραπεία «лечение»), траволечение — метод лечения и профилактики заболеваний человека и животных, основанный на использовании лекарственных растений.
Термины «фитотерапия» и «фитопрепараты» впервые были использованы в начале XX века французским врачом Анри Леклерком (1870—1955). В русскоязычной литературе встречается термин «траволечение», используемый как синоним фитотерапии.
Специалист в области фитотерапии называется фитотерапевтом. Человек, занимающийся сбором лечебных трав и знающий способы их применения, называется травником или знахарем. Фармацевтическая наука, изучающая лекарственное сырьё растительного и животного происхождения и продукты переработки такого сырья, называется фармакогнозией.

## Действующие вещества
Многие растения синтезируют вещества, которые полезны для поддержания здоровья людей и животных. К ним, в частности, относятся ароматические вещества, большинство которых составляют фенолы и их кислород-замещающие производные, такие как таннины. Многие вещества — это вторичные метаболиты, из которых по меньшей мере 12 000 изолированы — по оценкам, число, составляющее менее 10 % от общей величины. Во многих случаях эти вещества (в частности, алкалоиды) выступают в качестве защитных механизмов растений против микроорганизмов, насекомых и травоядных животных. Многие травы и специи, используемые людьми для приправы еды, содержат полезные химические соединения.

## Современная фитотерапия
Некоторые отпускаемые по рецепту лекарства основаны на лечебных травах, включая артемизинин, наперстянку и хинин. Многие травяные лекарства впускаются без рецепта и широко используются населением, например грудной эликсир, леспефлан, хофитол и другие.

## Обучение фитотерапии
Фитотерапии обучают в некоторых университетах. Например, в Российском университете дружбы народов проводится обучение по программам «Клиническая фитотерапия» и «Российское травничество» для лиц, не имеющих медицинского образования. Специализация по фитотерапии (объем не менее 216 учебных часов) и повышение квалификации (объем не менее 72 учебных часов) должны проводиться в соответствии с программами обучения, утвержденными Минздравом или Минобразования РФ[страница не указана 1378 дней]. После обучения выдаются документы, дающие право на получение свидетельства о государственной регистрации врача-фитотерапевта или практика народной медицины в администрации субъекта РФ по месту жительства[страница не указана 1378 дней].

## Побочные эффекты и осложнения фитопрепаратов
Лекарственные травы и другие фитопрепараты пользуются у части населения намного большим доверием, чем синтетические лекарственные средства («химия»). Многие люди уверены, что «натуральность» фитопрепаратов, «природность» их происхождения, а также длительная история применения фитопрепаратов в народной медицине может служить гарантией их безопасности и эффективности. Так, в США с 1993 по 2012 год число фитотерапевтических продуктов на рынке выросло в десять раз.
Специалисты, напротив, отмечают, что нельзя недооценивать потенциальную опасность и побочные эффекты фитопрепаратов. Растения содержат сотни биохимических ингредиентов, влияние которых на организм как по отдельности, так и в сочетаниях зачастую неизвестно, сложный механизм действия фитопрепаратов труден для детального изучения:27. Кроме того, состав растений нестабилен, на него может сильно влиять меняющийся состав почв, внешние источники загрязнений и т. д. Преимущество синтетических препаратов, даже изначально обнаруженных в растениях, состоит в том, что их состав постоянен, а исследователям не приходится иметь дело с неизвестными или неизученными примесями.
Многие фитопрепараты имеют побочные эффекты, которые неизвестны потребителям либо не признаются ими. Часто информация о мерах предосторожности, побочных действиях и взаимодействиях с обычными лекарственными средствами не указывается на упаковке фитопрепаратов и на вкладышах, содержащихся в упаковке.
Так, согласно исследованию, опубликованному в журнале BMC Medicine, многие отпускаемые без рецепта фитопрепараты не содержат в инструкции информацию о безопасном применении. В ходе своего исследования учёные обнаружили, что 93 % приобретённых ими фитопрепаратов были не лицензированы и не соответствовали никаким стандартам безопасности и качества. Более половины из них вообще продавались под видом пищевых добавок. Только 13 процентов препаратов имели инструкцию, и только в 3 из них присутствовало достаточное количество информации о безопасном применении.
Длительная история применения некоторого фитопрепарата в народной медицине не является гарантией его безопасности. В качестве примера можно привести историю с кирказоном (аристолохией) — растением, которое активно используется в китайской традиционной медицине как средство против лишнего веса, дизентерии, кожных заболеваний, гипертонии, туберкулёза, геморроя и даже змеиных укусов. Биологически активные добавки с аристолохией одно время были очень популярны и в Европе. Однако медицинские исследования показали, что основное действующее вещества кирказона — аристолохиева кислота — обладает существенным нефротоксичным эффектом. У людей, принимающих препараты с аристолохиевой кислотой, в любое время может развиться рак верхней части мочевыводящих путей. В 1992 году была описана вспышка карцином более чем у 100 пациенток «похудательной» клиники в Бельгии, которым была прописана смесь китайских трав, основной из которых был кирказон. 70 пострадавшим потребовались диализ, оперативное лечение или пересадка почки, несколько человек скончались. В 2013 году отмечалось, что Тайвань, где широко использовались добавки из кирказона (китайские целители рекомендовали принимать добавки с содержанием кирказона примерно трети населения Тайваня), имел самые высокие в мире показатели заболеваемости раком верхних мочевыводящих путей.
Другим примером является сассафрас. Это растение широко применялось в народной медицине американских индейцев и китайской традиционной медицине для лечения множества заболеваний. Однако исследования доказали, что содержащийся в эфирном масле сассафраса сафрол является канцерогеном. В 1960-х годах Управление по контролю качества продуктов и лекарств США запретило использование сассафрасового масла в пищевых целях.
В качестве ещё одного примера можно упомянуть хвойник китайский, который используется в традиционной китайской медицине с древнейших времён для лечения бронхиальной астмы, простуды, бронхита, насморка, поллиноза, артрита, головной боли и артериальной гипотензии. Приём биологически активных добавок с хвойником приводил к большому числу побочных эффектов, к инфарктам и инсультам, вследствие чего Управление по контролю качества продуктов и лекарств США приняло решение о запрете использования травы хвойника и препаратов из неё в качестве пищевых добавок.
Многие растительные продукты обладают гепатотоксичностью. В частности, обзор National Poison Information Service содержит данные о 785 случаях нежелательных реакций, предположительно или несомненно связанных с фитопрепаратами и наблюдавшихся в период за 1991—1995 годы; самой частой нежелательной реакцией среди них была гепатотоксичность. По данным другого исследования, охватившего 1500 человек, принимавших китайские растительные препараты, двукратное повышение активности аланинаминотрансферазы у них наблюдалось в 1 % случаев.
Гепатотоксичность, вызываемую растительными препаратами, часто трудно диагностировать. Во многих случаях она не выявляется, так как пациенты часто не сообщают врачам о том, что принимают фитопрепараты. К поражениям печени, вызываемым веществами растительного происхождения, относятся веноокклюзионная болезнь, некроз 3-й зоны гепатоцита, жировая дистрофия печени, хронический гепатит, цирроз. В частности, гепатотоксичностью обладают многие китайские травы; отмечались случаи острой печёночной недостаточности.
По данным исследования, проводившегося в Канаде в 2013 году, многие фармацевтические препараты, изготавливаемые на основе растительных компонентов, представляют собой риск для здоровья потребителей: в промышленно произведённых препаратах часто встречаются замены одних растений другими, более дешёвыми, загрязнение иными, не предусмотренными на упаковке видами растений, и присутствуют различные потенциально вредные наполнители. В числе веществ, не отмеченных в документах к продукции, обнаружились вещества с известными токсическими характеристиками, побочными эффектами и разнообразно взаимодействующие с другими веществами, включая лекарственные препараты. Кроме того, производители не всегда указывают добавки с известными свойствами, но потенциально рискованными для отдельных категорий людей, в основном с аллергиями (например, рис, соя и пшеница).
Опасность самолечения фитопрепаратами отмечается в клинических рекомандациях по урологии 2016 года: «В последнее время участились случаи почечной недостаточности на фоне введения опиатов и вследствие приёма с целью похудания неофициальных фитосборов („тайские травы“ и т. д.)»:402.
Актуальность проблемы токсичности лекарств растительного происхождения обостряется в связи с тем, что большинство из них доступно пациентам без рецепта.
В целом, исследования 2019 года показывают, что рост использования фитотерапии в последние десятилетия сопровождается значительным увеличением случаев интоксикаций, вызванных фитопрепаратами.

## Взаимодействие фитопрепаратов с лекарственными средствами
Специалисты отмечают, что взаимодействие фитопрепаратов с лекарственными средствами может приводить к клинически значимым изменениям фармакологического ответа — снижению эффективности и безопасности фармакотерапии, а также к развитию нежелательных реакций.
Согласно результатам исследований, до трети больных, принимающих лекарственные средства в длительном режиме, дополнительно принимают ещё и фитопрепараты, однако лишь 20—25 % из них сообщают об этом лечащему врачу. Это объясняется отсутствием информированности о возможности взаимодействия этих препаратов и лекарственных средств, а также неверным представлением пациентов и даже медицинских работников о том, что фитопрепараты являются полностью безопасными.